# Åseral
Åseral é uma comuna da Noruega, com 888 km² de área e 914 habitantes (censo de 2004).